# Brochista
Se llama brochista al pintor que usa la brocha con fantasía y desenvoltura.
Théophile Gautier calificó a Tintoretto de «intrépido brochista». Sin embargo, si la expresión puede interpretarse como alabanza, también puede interpretarse en sentido contrario. El epíteto de «brochista» dirigido a un artista tiende a indicar que aquel ha ejecutado con precipitación una obra, la cual demandaba estudios más serios y mayor tiempo.